# Biarritz
Biarritz (baskovsko Biarritz / Miarritze, okcitansko Biàrritz) je letoviško mesto in občina v jugozahodnem francoskem departmaju Pyrénées-Atlantiques regije Nova Akvitanija. Leta 2008 je mesto imelo 26.273 prebivalcev.

## Geografija
Kraj leži v jugozahodni francoski pokrajini Labourd ob Biskajskem zalivu, zahodno od Bayonna. Skupaj z njim in sosednjim Angletom sestavlja urbano ozemlje Aglomeracijske skupnosti Bayonne-Anglet-Biarritz, v kateri živi 123.619 prebivalcev. Rt Saint-Martin s svetilnikom označuje mejo med severno ležečo peščeno plažo, ki se vleče vse do 200 km oddaljenega estuarija Gironde, in južno skalnato obalo Côte basque.

## Administracija
Biarritz je sedež dveh kantonov:
- Kanton Biarritz-Vzhod (del občine Biarritz: 14.091 prebivalcev),
- Kanton Biarritz-Zahod (del občine Biarritz: 11.306 prebivalcev).

Oba kantona sta sestavna dela okrožja Bayonne.

## Zgodovina
Vikingi, ki so vdrli na ozemlje Gaskonje sredi 9. stoletja, so se naselili na ozemlju Biarritza. Po porazu leta 982 so njihovi potomci ostali na obali, sicer obljudeni s pretežno večinskimi Baski, kjer so se ukvarjali v glavnem s kitolovom. Ta dejavnost je ostala glavna panoga vse do 18. stoletja, ko so zdravniki priporočili morsko vodo in Biarritz kot mesto z zdravilnimi učinki; posledično so se vanj začele stekati množice ljudi z različnimi boleznimi.
Biarritz je postal poznan leta 1854, ko je dala cesarica Evgenija, žena Napoleona III., na njegovi obali zgraditi palačo, sedanji Hôtel du Palais. 

## Znamenitosti
- cerkev sv. Martina iz 12. stoletja, obnovljena v 16. stoletju,
- ruska ortodoksna cerkev, zgrajena v 19. stoletju za ruske aristokrate
- azijski muzej s pomebno zbirko azijske umetnosti, predvsem iz Indije, Kitajske, Nepala in Tibeta,
- pomorski muzej,
- muzej čokolade.

## Pobratena mesta
- Augusta (Georgia, ZDA),
- Cascais (Portugalska),
- Ixelles (Belgija),
- Jerez de la Frontera (Španija),
- Zaragoza (Španija).